# 理县金腰
理县金腰（学名：Chrysosplenium lixianense）为虎耳草科金腰属下的一个种。

## 扩展阅读
- 維基物種上的相關：理县金腰